# San Antonio de León Cortés Castro
San Antonio es un distrito del cantón de León Cortés Castro, en la provincia de San José, de Costa Rica.

## Historia
San Antonio fue creado el 7 de noviembre de 1995 por medio de Decreto Ejecutivo 24769-G .

## Geografía
San Antonio cuenta con un área de 10,14 km² y una altitud media de 1770 m s. n. m.

## Demografía
Para el año 2022, San Antonio cuenta con una población estimada de 1177 habitantes, y para el último censo efectuado, en 2011, San Antonio contaba con una población de 1106 habitantes.

## Localidades
- Poblados: Angostura (parte), Cuesta.

## Transporte

### Carreteras
Al distrito lo atraviesan las siguientes rutas nacionales de carretera:
- Ruta nacional 226
- Ruta nacional 336